# Оньон
Оньон (на френски: Ognon) е река в Източна Франция (департаменти Горна Сона, Ду и Юра), ляв приток на Сона (десен приток на Рона). Дължина 214 km, площ на водосборния басейн 2308 km².
Река Оньон води началото си на 685 m н.в., от южните склонове на ниската планина Вогези, в крайната североизточна част на департамента Горна Сона. В горното, средното и долно течение тече в югозападна посока, а в най-долното – в западна, през хълмистата западна периферия на планината Юра, като образува стотици меандри. По права линия разстоянието от извора до устието ѝ е 105 km, а действителната ѝ дължина е двойна – 214 km. Влива се отляво в река Сона (десен приток на Рона), на 186 m н.в., на 5 km североизточно от град Понтайе (най-източната част на департамента Кот д'Ор).
Водосборният басейн на Оньон е малък и обхваща площ от 2308 km², което представлява 7,87% от водосборния басейн на Сона. На северозапад водосборния басейн на Оньон граничи с водосборните басейни на река Лантерн и други по-малки леви притоци на Сона), а на югоизток – с водосборните басейни на малки и къси десни притоци на Ду (ляв приток на Сона.
Среден годишен отток близо до устието 36 m³/sec.
Долината на Оньон е гъсто заселена, но населените маста са предимно малки градчета и села, като най-голямо селище е град Люр в департамента Горна Сона.